# Holy (пісня Джастіна Бібера)
«Holy» (укр. Праведний) — пісня канадського співака Джастіна Бібера за участі американського репера Chance the Rapper. Він вийшов як перший сингл із шостого студійного альбому Бібера разом із музичним відео 18 вересня 2020 року. Сингл став п'ятою спільною піснею Джастіна Бібера та Chance the Rapper, після «Confident» (2013), «Juke Jam» (2016), а також «I'm the One» (2017) та «No Brainer» (2018). «Holy» — це поппісня з елементами госпелу.

## Чарти
| Чарт (2020)                               | Найвища позиція |
| ----------------------------------------- | --------------- |
| Аргентина (Argentina Hot 100)             | 78              |
| Австралія (ARIA)                          | 4               |
| Австрія (Ö3 Austria Top 75)               | 10              |
| Бельгія (Ultratop Flanders)               | 25              |
| Бельгія (Ultratop Wallonia)               | 31              |
| Канада (Canadian Hot 100)                 | 1               |
| Чехія (Singles Digitál Top 100)           | 20              |
| Данія (Tracklisten)                       | 7               |
| Франція (SNEP)                            | 125             |
| Німеччина (Official German Charts)        | 22              |
| Global 200 (Billboard)                    | 3               |
| Угорщина (Single Top 40)                  | 10              |
| Угорщина (Stream Top 40)                  | 14              |
| Ірландія (IRMA)                           | 4               |
| Італія (FIMI)                             | 61              |
| Японія (Japan Hot 100)                    | 46              |
| Малайзія (RIM)                            | 6               |
| Нідерланди (Dutch Top 40)                 | 7               |
| Нідерланди (Mega Single Top 100)          | 5               |
| Нова Зеландія (RIANZ)                     | 3               |
| Норвегія (VG-lista)                       | 3               |
| Польща (Polish Airplay Top 100)           | 45              |
| Португалія (AFP)                          | 27              |
| Шотландія (Official Charts Company)       | 9               |
| Сінгапур (RIAS)                           | 5               |
| Швеція (Sverigetopplistan)                | 5               |
| Швейцарія (Media Control AG)              | 10              |
| Велика Британія (Official Charts Company) | 10              |
| США (Billboard Hot 100)                   | 3               |
| США (Adult Contemporary) (Billboard)      | 30              |
| США (Adult Top 40) (Billboard)            | 17              |
| США (Mainstream Top 40) (Billboard)       | 16              |
| США (Rhythmic) (Billboard)                | 17              |

## Історія випуску
| Країна          | Дата            | Формат                                       | Лейбл     | Прим.         |
| --------------- | --------------- | -------------------------------------------- | --------- | ------------- |
| Світ            | 18 вересня 2020 | CD цифрове завантаження потокове відтворення | Def Jam   | [ 38 ] [ 39 ] |
| Італія          | 18 вересня 2020 | Contemporary hit radio                       | Universal | [ 40 ]        |
| Велика Британія | 18 вересня 2020 | Contemporary hit radio                       | Universal | [ 41 ]        |
| Сполучені Штати | 21 вересня 2020 | Adult contemporary radio                     | Def Jam   | [ 42 ]        |
| Велика Британія | 3 жовтня 2020   | Adult contemporary radio                     | Universal | [ 43 ]        |